# Hiorada bistriata
Hiorada bistriata är en stekelart som beskrevs av Heinrich 1965. Hiorada bistriata ingår i släktet Hiorada och familjen brokparasitsteklar. Inga underarter finns listade i Catalogue of Life.